# Nettie Nielsen
Nettie Hyldborg Nielsen (23 de julio de 1964) es una deportista danesa que compitió en bádminton, en las modalidades de dobles y dobles mixto.
Ganó cinco medallas en el Campeonato Europeo de Bádminton entre los años 1982 y 1990.

## Palmarés internacional
| Campeonato Europeo | Campeonato Europeo     | Campeonato Europeo | Campeonato Europeo |
| Año                | Lugar                  | Medalla            | Prueba             |
| ------------------ | ---------------------- | ------------------ | ------------------ |
| 1982               | Böblingen (RFA)        | Medalla de bronce  | Dobles             |
| 1986               | Uppsala (Suecia)       | Medalla de plata   | Dobles             |
| 1988               | Kristiansand (Noruega) | Medalla de oro     | Dobles             |
| 1990               | Moscú (URSS)           | Medalla de oro     | Dobles             |
| 1990               | Moscú (URSS)           | Medalla de bronce  | Dobles mixto       |